# A-370 (Rusland)
De A-370 of Oessoeri (Russisch: A-370 Уссури) is een federale autoweg in het verre oosten van Rusland. De weg loopt van Chabarovsk naar Vladivostok. De weg is 760 kilometer lang en onderdeel van de Trans-Siberische weg tussen Moskou en Vladivostok. Tot 2011 heette de weg M-60.

## Verloop
De A-370 begint bij een klaverblad in Chabarovsk. De weg loopt evenwijdig aan de rivier Oessoeri, die tevens de grens met China vormt. Na 653 kilometer passeert de weg de stad Oessoeriejsk, waarna de weg van groter belang wordt. Het is geen autosnelweg, maar er zijn wel regelmatig ongelijkvloerse kruisingen. 104 kilometer ten zuiden van Oessoeriejsk eindigt de weg in de havenstad Vladivostok. Dit is tevens het eindpunt van de transcontinentale verbinding tussen Moskou en deze stad.